# 理查德·貝爾曼
理查德·欧内斯特·貝爾曼（英語：Richard Ernest Bellman，1920年8月26日—1984年3月19日），美國應用數學家，美國國家科學院院士，和動態規劃的創始人。
貝爾曼先後在佈魯克林學院和威斯康星大學學習數學。隨後他在洛斯·阿拉莫斯為一個理論物理部門的團體工作。他在所羅門·萊夫謝茨的指導下與1946年獲得普林斯頓大學博士學位。
貝爾曼曾是南加州大學教授，美國藝術與科學研究院研究院（1975年）以及美國國家工程院院士（1977年）。他在1979年被授予电气电子工程师协会獎，由於其在“決策過程和控制系統理論方面的貢獻，特別是動態規劃的發明和應用。”他的主要工作是貝爾曼方程（Bellman方程）。

## 外部連結
- IEEE History Center - Legacies （页面存档备份，存于）（英文）